# Раштаттський мир (1714)
Раштаттський мир — мирна угода, підписана 7 березня 1714 між Францією й Австрією. Була, по суті, частиною Утрехтського миру, який завершив Війну за іспанську спадщину (1701—1714). 
До 1713 року всі сторони війни були виснажені у військовому плані, і було малоймовірно, що продовження конфлікту принесе якісь результати в осяжному майбутньому. Перший Раштатський конгрес відкрився в листопаді 1713 року між Францією та Австрією. Кульмінацією переговорів став Раштатський договір 7 березня 1714 року, який був укладений маршалом Франції Клодом Луї Ектором де Вілларсом і австрійським принцом Євгеном Савойським, який припинив військові дії та доповнив Утрехтський договір, підписаний минулого року. 
Ворожнеча між королем Людовіком XIV і імператором Священної Римської імперії Карлом VI тривала і після того, як конфлікт був вирішений в інших відносинах.

## Передумови
Австрія почала вести переговори щодо договору з Францією після того, як в під час переговорів щодо Утрехтського договору Австрію покинули її союзники, зокрема Велика Британія. Велика Британія побоювалася можливої персональної унії Австрії та Іспанії під керівництвом імператора Карла VI, який зайняв імператорський престол у 1711 році та претендував на іспанський престол, оскільки це змінило б європейський баланс сил на користь Габсбургів.
У червні 1713 року Франція розпочала свою Рейнську кампанію проти Священної Римської імперії та завоювала Кайзерслаутерн, Ландау та Брайсгау. Після цих поразок імператор Карл VI прийняв пропозицію французького короля Людовика XIV відновити переговори.

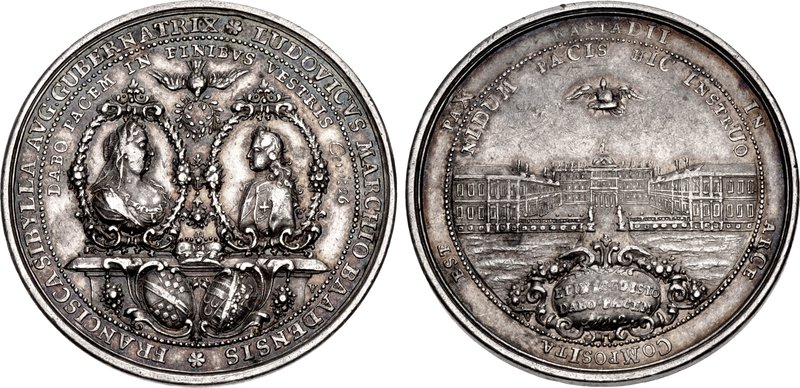
Срібна пам'ятна медаль, викарбувана за Раштатським договором 1714 р. Аверс: бюсти Франциски Сибілли Августи та її сина Людвіга Георга. Реверс: вид на вхід у замок Раштатт

## Територіальні зміни
За договором Австрія отримувала іспанські території в Італії - Неаполь, Мілан, Сардинію та Південні Нідерланди. Австрія також отримала Фрайбург і кілька інших невеликих територій на своїх східних кордонах від Франції, яка, однак, зберегла Ландау.
У результаті договору імперія Габсбургів досягла найбільшого територіального обсягу з моменту поділу володінь Карла V у 1556 році. Вона стала силою в Західній і Південній Європі, на додаток до свого вже домінуючого впливу в Центральній Європі. Крім того, по результатам переговорів у Раштатті Австрія отримала набагато більше, ніж це їй було запропоновано на переговорах в Утрехті, в яких вона спочатку також брала участь. Однак імператор Карл VI був обурений втратою Іспанії і тому вважав результат війни неприпустимим провалом.
Для Франції Утрехтський і Раштатський договори закріпили трон Іспанії за домом Бурбонів, але позбавили Францію додаткових територіальних здобутків, яких вона прагнула. Договори також підтверджували, що престоли Франції та Іспанії не можуть бути об'єднані.